# Saturnia fasciata
Saturnia fasciata är en fjärilsart som beskrevs av Tutt 1902. Saturnia fasciata ingår i släktet Saturnia och familjen påfågelsspinnare. Inga underarter finns listade.